# Mănăstirea Humorului
Mănăstirea Humorului là một xã thuộc hạt Suceava, România. Dân số thời điểm năm 2002 là 3594 người.